# Oktawia Mazanowska
Oktawia Mazanowska – polska nefrolog, dr hab. nauk medycznych, profesor nadzwyczajny Katedry i Kliniki Nefrologii i Medycyny Transplantacyjnej Wydziału Lekarskiego Kształcenia Podyplomowego Uniwersytetu Medycznego im. Piastów Śląskich we Wrocławiu.

## Życiorys
W 1985 ukończyła studia medyczne w Akademii Medycznej im. Piastów Śląskich, natomiast 26 stycznia 1996 uzyskała doktorat za pracę pt. Występowanie przeciwciał antygranulocytarnych w zapaleniach o podłożu immunologicznym ze szczególnym uwzględnieniem chorób nerek, a 18 września 2013 uzyskała stopień doktora habilitowanego w zakresie nauk medycznych na podstawie rozprawy zatytułowanej pt. Przydatność wskaźników immunologicznego zapalenia i przemiany macierzy pozakomórkowej w monitorowaniu i prognozowaniu czynności przeszczepionej nerki.
Została zatrudniona na stanowisku adiunkta w Katedrze Podstaw Fizjoterapii na Wydziale Fizjoterapii Akademii Wychowania Fizycznego we Wrocławiu oraz Katedry i Kliniki Nefrologii i Medycyny Transplantacyjnej Wydziału Lekarskiego Kształcenia Podyplomowego Akademii  Medycznej im. Piastów Śląskich, a potem awansowała na stanowisko prodziekana na Wydziale Lekarskim i Stomatologicznym Uniwersytetu Medycznego im. Piastów Śląskich i profesora nadzwyczajnego Katedry i Kliniki Nefrologii i Medycyny Transplantacyjnej Wydziału Lekarskiego Kształcenia Podyplomowego Uniwersytetu Medycznego im. Piastów Śląskich.

## Wybrane publikacje
- 2003: Cytokine Gene Expression in Kidney Allograft Donor Biopsies After Cold Ischemia and Reperfusion Using in Situ RT-PCR Analysis[1]
- 2005: Mycophenolate mofetil but not the type of calcineurin inhibitor (cyclosporine vs tacrolimus) influences the intragraft mRNA expression of cytokines in human kidney allograft biopsies by in situ RT-PCR analysis[1]
- 2007: Cytokine gene expression in kidney allograft biopsies after donor brain death and ischemia-reperfusion injury using in situ reverse-transcription polymerase chain reaction analysis[1]
- 2013: Increased plasma tissue inhibitors of metalloproteinase concentrations as negative predictors associated with deterioration of kidney allograft function upon long-term observation[1]
- 2017: Anti-ETAR and suPAR as surrogate markers of disease activity in renal ANCA-associated vasculitis[1]